# Коллінс (Огайо)
Коллінс (англ. Collins) — переписна місцевість (CDP) в США, в окрузі Гурон штату Огайо. Населення — 628 осіб (2020).

## Географія
Коллінс розташований за координатами 41°15′15″ пн. ш. 82°28′57″ зх. д. / 41.25417° пн. ш. 82.48250° зх. д. (41.254105, -82.482363).  За даними Бюро перепису населення США в 2010 році переписна місцевість мала площу 11,97 км², з яких 11,96 км² — суходіл та 0,01 км² — водойми.

## Демографія
Згідно з переписом 2010 року, у переписній місцевості мешкала 631 особа в 231 домогосподарстві у складі 183 родин. Густота населення становила 53 особи/км².  Було 253 помешкання (21/км²).
Расовий склад населення:
| - 97,8 % — білих - 0,5 % — корінних американців - 0,2 % — азіатів |

До двох чи більше рас належало 1,3 %. Частка іспаномовних становила 1,4 % від усіх жителів.
За віковим діапазоном населення розподілялося таким чином: 26,3 % — особи молодші 18 років, 63,1 % — особи у віці 18—64 років, 10,6 % — особи у віці 65 років та старші. Медіана віку мешканця становила 39,8 року. На 100 осіб жіночої статі у переписній місцевості припадало 99,1 чоловіків;  на 100 жінок у віці від 18 років та старших — 98,7 чоловіків також старших 18 років.
Середній дохід на одне домашнє господарство  становив 61 182 долари США (медіана — 62 566), а середній дохід на одну сім'ю — 72 898 доларів (медіана — 68 315). За межею бідності перебувало 2,5 % осіб, у тому числі 0,0 % дітей у віці до 18 років та 0,0 % осіб у віці 65 років та старших.
Цивільне працевлаштоване населення становило 265 осіб. Основні галузі зайнятості: будівництво — 31,7 %, виробництво — 17,7 %, освіта, охорона здоров'я та соціальна допомога — 10,6 %, публічна адміністрація — 8,3 %.